# Rycerz Ivanhoe
Rycerz Ivanhoe (ang. Ivanhoe) – australijski film animowany z 1986 roku wyprodukowany przez Burbank Films Australia. Animowana adaptacja powieści Ivanhoe Waltera Scotta.

## Fabuła
W czasach Króla Artura, gdy Anglia pozostaje pod władzą Normanów, rycerz Wilfried z Ivanhoe ryzykuje wszystko, by ratować ojczyznę i zdobyć serce ukochanej.

## Obsada (głosy)
- Lewis Fitz-Gerald jako Ivanhoe
- Nick Tate jako Sir Cedric
- Robert Coleby jako Robin Hood

## Wersja polska
Wersja wydana w serii Najpiękniejsze baśnie i legendy na DVD z angielskim dubbingiem i polskim lektorem.
- Dystrybucja: Vision